# Иља Максимов
Иља Владимирович Максимов (рус. Илья Владимирович Максимов; 2. фебруар 1987, Нижњи Новгород) је руски играч средине терена који тренутно игра за Арсенал Тула, чији је уједно капитен. Први је голман репрезентације Русије.